# Bremge/Biggesee

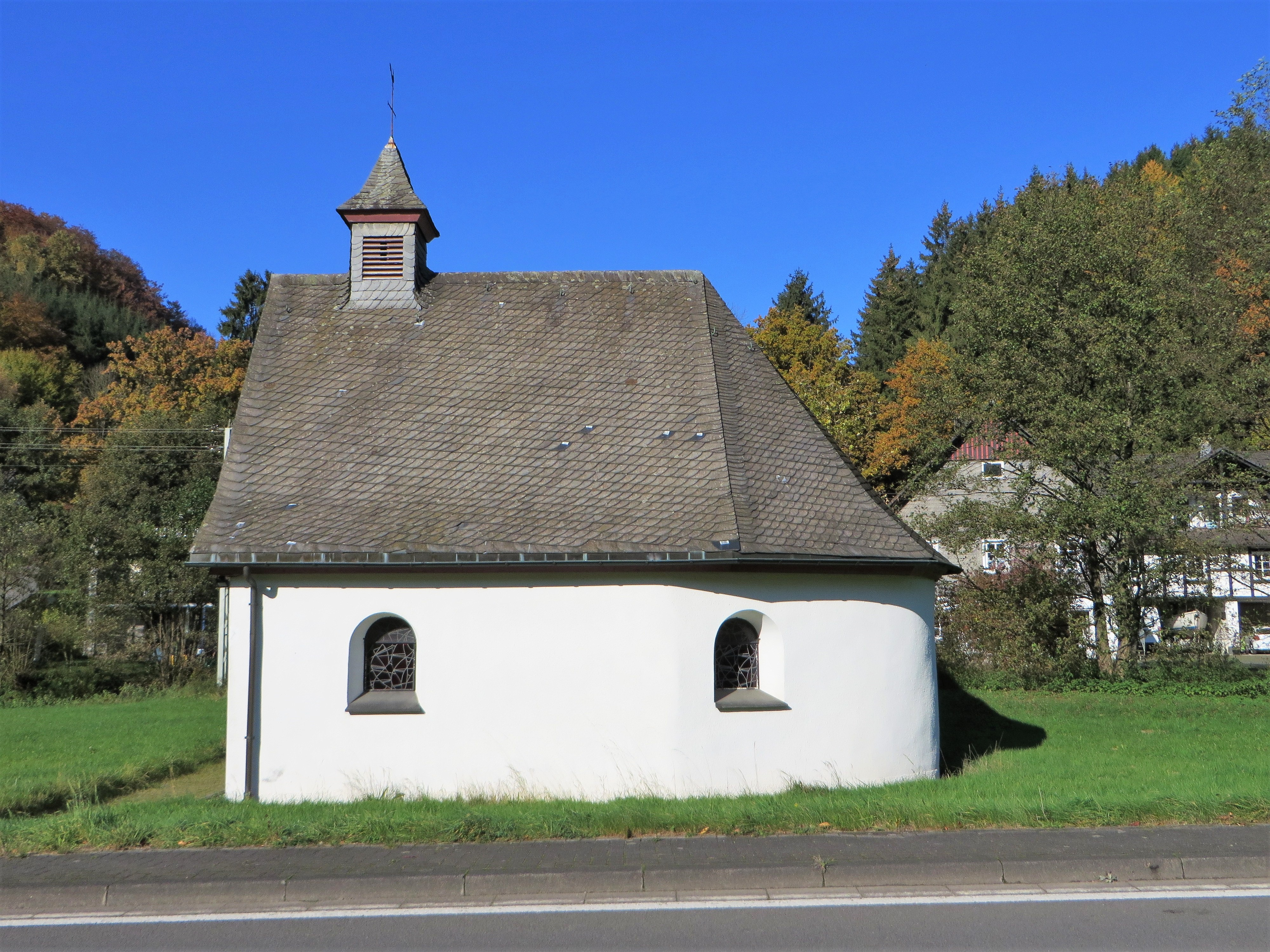
St.-Nikolaus-Kapelle in Bremge

Bremge/Biggesee ist ein Ortsteil der Stadt Attendorn im Kreis Olpe (Nordrhein-Westfalen) und hat 43 Einwohner (Stand 30. Juni 2024).

## Geografie
Bremge/Biggesee liegt südlich des Kernortes Attendorn und östlich des Biggesees, nordöstlich liegt Bürberg. Durch den Ort fließt der Bach Bremge, der westlich in das Vorstaubecken des Biggesees mündet. An Bremge vorbei führt die Kommunalstraße K 17 (Biggeseestraße) von Olpe nach Helden. Das Tal umschließt bis Berlinghausen das Naturschutzgebiet Bremgetal und Seitentäler.

## Geschichte
Bremge wurde urkundlich erstmals 1338 als Bredenbeke erwähnt. Der Name des Dorfes wurde über Jahrhunderte unterschiedlich mit Bremecke, Bremeken, Bremicke, Bremeke oder Bremke geschrieben. Der Ortsname bildet sich aus dem Grundwort -bēke (Bach) und dem Bestimmungswort brēd (breit, ausgedehnt) und kann demnach als (Siedlung) am breiten Bach gedeutet werden. Politisch gehörte Bremge ab dem 15. Jahrhundert bis 1802 zum kurkölnischen Herzogtum Westfalen und im Amt Bilstein zum Kirchspiel Helden, danach zur Gemeinde Helden.
Im Schatzungsregister von 1543 werden im Kirspell von Hilden in der Bauerschaft Bremeken sieben Steuerpflichtige mit Abgaben zwischen 1 ort (¼ Gg) und vier Goldgulden genannt. Es führt die Namen Adam Hespe (Hesperth), Gerdrut Kusters Man, Herman van Bremeken und Hanß sein Bruder, Johann Hette (Hütte), Adam Hutte (arm), Peter Hesperdt und Dorphierde Peter (Dorfhirte). Somit besaßen Herman van Bremeken und sein Bruder Hans mit vier Goldgulden Abgabe das größte Gut in der Bauerschaft, zu der auch das nordöstlich gelegene Bürberg gehörte.
Im Jahre 1601 gaben der Prior und die Konventsherren des Klosters Ewig ihren Hof zu Listernohl auf 12 Jahre dem Hinrich Rinsche von Bremke und seiner Frau Clara „in Gewinn“. Am 25. September 1618 wurde beurkundet, dass Johann Plettenberg zu Bremge Catharina Schulte aus Mecklinghausen heiraten will. Um 1635 waren in der Bauerschaft Bremeke Johan Plettenbergh, Johan Kunnen, Wilhelm Kunnen, Peter Burbergh, Johan Juncker, Johan Cleue, Johan an der Hardt, Faustes Erben, Caspar Plutz, Heinemann Quiter als Stamb und der Schneider abgabepflichtig. 1647 wurde ein „Trippen Gut zu Bremge“ in einer Urkunde genannt.
Die am 1. September 1700 in Attendorn Gefirmten aus Bremge hatten die Namen „Clieve, Hermann, Köhn, Peter und Wilmes“. 1709 bis 1729: Caspar Hütte von der Hardt und seine Frau Dorothea (Langenohl) schulden dem ledigen Henrich Stamb (Stamm) in Bremge 94 Reichstaler. 1722 leihen sich Degenhard Korte und sein Sohn Johannes Jakob von Johann Stam in Bremge 50 Reichstaler. 1732 schuldet Philipp Kühr dem Johann Künnen zu Bremge 60 Reichstaler. Am 1. Dezember 1845 erschien im Sauerländischen Volksblatt eine Anzeige des Johann Struck genannt Stamm zum Verkauf seines Hauses und Gutes, bestehend aus Wohnhaus, 40 Morgen Ackerland, 18 Morgen Wiesen und 90 Morgen Wald. Nach Aufzeichnungen von Johannes Leowald (1837–1924) gab es in Bremge sieben Häuser, und zwar von den Familien: Johann Bast, Hubert Schleime, Heinrich Bast, Josef Struck, Johann Leowald, Gerhard Hesse und Franz Josef Zeppenfeld.
Bis zum Jahre 1909 gehörten Bremge und Bürberg zur Pfarrei Helden, danach wurden sie in die Pfarrei Attendorn aufgenommen und der Filialgemeinde Listernohl einverleibt, eine Wohltat für die  Bewohner, sie konnten nun den weit kürzeren und besseren Weg nach Listernohl an Sonn- und Feiertagen zur Kirche gehen. Aus Bremge stammten die beiden Priester Paul und Franz Bast. Beide feierten ihr erstes Messopfer in der Pfarrkirche zu Listernohl.
In Bremge gab es ab Anfang des 19. Jahrhunderts eine einklassige Schule für die Schüler aus Bremge, Bürberg, Imminghausen und Ackerschott, erst notdürftig im Bauernhaus von Johann Bast, ab 1813 in einem Neubau (später Scheune des Landwirts Struck). Die Schülerzahl betrug 20 bis 25. Als sie bis 1909 auf 52 anstieg, wurde 1911 gegenüber der alten in einem Gartengelände eine neue Schule gebaut. In Erinnerung bleibt der ab 1880 jahrzehntelang wirkende Lehrer Schleime. Im Jahr 1947 gab es 46 Schulkinder. Letzter Lehrer war Josef Jakob. Am 17. Januar 1966 wurde die Schule in Bremge aufgelöst.
Es gab 1936 in Bremge 8 Wohnhäuser mit 8 Haushaltungen und 54 Einwohner. Das Adressbuch von 1938 führt in Bremge die Namen „Bast (4 Personen), Graes (Lehrer), Henkel, Hesse (2), Leowald (2), Struck (2) und Zeppenfeld (5)“ auf. Der Landwirt Johann Leowald war Mitglied im Gemeinderat der Gemeinde Helden. Das Adressbuch von 1956 führt die Namen „Bast (4), Hesse (5), Heuel (2), Jacob (Lehrer), Klowersa, Leowald (5), Nuber, Struck (2) und Zeppenfeld (4)“ auf. Wegen des Baues der Biggetalsperre mussten auf Bremger Gebiet zwölf Familien mit 61 Personen umgesiedelt werden (Stand: 9. November 1950). Ende 1988 hatte Bremge 31 Einwohner.
Die Heidenstraße, ein jahrhundertealter Heer- und Handelsweg von Leipzig nach Köln, im Mittelalter auch Pilgerweg, führte durch Bremger Gebiet. Im Rahmen der kommunalen Neugliederung von 1969 wurde Bremge in die Stadt Attendorn eingegliedert.
Die St.-Nikolaus-Kapelle, das Backhaus auf Hof Leowald und das Backhaus auf Hof Rinscheid sind Attendorner Baudenkmäler.